# Jacques Gubler
Jacques Gubler (* 30. März 1922; † 12. Oktober 2018) war ein Schweizer Richter und Regierungsstatthalter. Als Gründungspräsident der Bezirkskommission Laufental spielte er eine bedeutende Rolle beim Kantonswechsel des Laufentals vom Kanton Bern zum Kanton Basel-Landschaft.

## Biografie
Gubler wuchs in Laufen auf und absolvierte das Gymnasium in Altdorf, worauf er an den Universitäten Fribourg, Bern und Basel Rechtswissenschaften studierte. Anschliessend erwarb er das Anwaltspatent im Kanton Solothurn sowie das Notariatspatent der Kantone Solothurn und Bern. In Laufen führte er von 1950 bis 1959 ein Anwalts- und Notariatsbüro, danach war er von 1960 bis 1975 Präsident des Bezirksgerichts und Regierungsstatthalter des Bezirks Laufen.
Gubler gehörte der CVP an und wurde am 18. September 1974 zum ersten Präsidenten der Bezirkskommission Laufental gewählt, die im Zuge der Juraplebiszite einen möglichen Kantonswechsel des Laufentals vorbereitete. 1976 gelang es ihm mit Unterstützung der FDP, als erster Laufentaler überhaupt zum Berner Oberrichter gewählt zu werden. Er trat infolgedessen als Kommissionspräsident zurück, setzte sich aber als Mitglied der 1984 gegründeten Laufentaler Bewegung weiterhin für den Beitritt des Laufentals zum Kanton Basel-Landschaft ein. Nach den Enthüllungen der Berner Finanzaffäre, als unter anderem die versteckte Finanzierung der Aktion bernisches Laufental aufgeflogen war, formulierte Gubler die Abstimmungsbeschwerde von Heinz Aebi und vier weiteren Laufentaler Stimmberechtigten. Diese führte am 20. Dezember 1988 zur Annullierung der Laufental-Abstimmung von 1983 durch das Bundesgericht und deren Wiederholung im Jahr 1989.
Im März 1985 trat Gubler nach zehnjähriger Tätigkeit als Oberrichter zurück. Von 1974 bis 1982 war er Verwaltungsratspräsident der Bezirkskasse Laufen, von 1971 bis 1994 war er Stiftungsratspräsident der Fürsorgestiftung der Schweizerischen Familienhilfe.